# Ourapteryx stueningi
Ourapteryx stueningi là một loài bướm đêm trong họ Geometridae.